# Lühburg
Lühburg település Németországban, Mecklenburg-Elő-Pomeránia tartományban. Lakosainak száma 215 fő (2017. december 31.).

## Népesség
A település népességének változása:

| 2014 | 222 |
| 2017 | 215 |